# Сезон ФК «Карпати» (Львів) 2014—2015
| «Карпати» (Львів) у сезоні 2014/15 | «Карпати» (Львів) у сезоні 2014/15          |
| ---------------------------------- | ------------------------------------------- |
| Ліга                               | Прем'єр-ліга                                |
| Місце в лізі                       | 13                                          |
| Раунд у Кубку                      | 1/8                                         |
| Головний тренер                    | Ігор Йовичевич                              |
| Президент                          | Петро Димінський                            |
| Стадіон                            | «Україна», Львів                            |
| Капітан                            | Олег Голодюк, Андрій Гітченко, Ігор Пластун |
| Найбільше матчів у лізі            | Денис Мірошніченко — 26                     |
| Найкращий бомбардир у лізі         | Грегор Балажиц — 4                          |

Сезон «Карпат» (Львів) 2014—2015 — 24-й сезон футбольного клубу «Карпати» (Львів) у футбольних змаганнях України. У чемпіонаті команда посіла 13-е місце. У Кубку України клуб дійшов до 1/8 фіналу. Молодіжна команда «Карпат» посіла 8-ме місце у першості України серед молодіжних складів.

## Чемпіонат
| Місце | Клуб                       | «Карпати» — клуб | «Карпати» — клуб | І  | В  | Н  | П  | М     | О  |
| Місце | Клуб                       | удома            | у гостях         | І  | В  | Н  | П  | М     | О  |
| --- | -------------------------- | ---------------- | ---------------- | -- | -- | -- | -- | ----- | -- |
| | «Динамо» (Київ)            | 0:1              | 0:0              | 26 | 20 | 6  | 0  | 65-12 | 66 |
| | «Шахтар» (Донецьк)         | 0:2              | 2:2              | 26 | 17 | 5  | 4  | 71-21 | 56 |
| | «Дніпро» (Дніпропетровськ) | 0:1              | 0:4              | 26 | 16 | 6  | 4  | 47-17 | 54 |
| 4 | «Зоря» (Луганськ)          | 1:2              | 1:1              | 26 | 13 | 6  | 7  | 40-31 | 45 |
| 5 | «Ворскла» (Полтава)        | 0:0              | 0:2              | 26 | 11 | 9  | 6  | 35-22 | 42 |
| 6 | «Металіст» (Харків)        | 3:3              | 0:0              | 25 | 8  | 11 | 6  | 34-32 | 35 |
| 7 | «Металург» (Запоріжжя)     | 1:2              | 1:2              | 26 | 6  | 8  | 12 | 20-40 | 26 |
| 8 | «Олімпік» (Донецьк)        | 4:1              | 0:1              | 26 | 7  | 5  | 14 | 24-64 | 26 |
| 9 | «Волинь» (Луцьк)           | 0:2              | 2:0              | 26 | 9  | 7  | 10 | 38-44 | 25 |
| 10 | «Металург» (Донецьк)       | 0:1              | 1:1              | 26 | 6  | 10 | 10 | 27-38 | 22 |
| 11 | «Чорноморець» (Одеса)      | 2:0              | 0:0              | 25 | 3  | 11 | 11 | 15-31 | 20 |
| 12 | «Говерла» (Ужгород)        | 1:0              | 2:2              | 26 | 3  | 10 | 13 | 22-47 | 19 |
| 13 | «Карпати» (Львів)          |                  |                  | 26 | 5  | 9  | 12 | 22-31 | 15 |
| 14 | «Іллічівець» (Маріуполь)   | 1:0              | 0:1              | 26 | 3  | 5  | 18 | 25-55 | 14 |
| «Волинь» позбавлена 9-и турнірних очок за невиконання рішень КДК ФФУ від 23.12.2014 року та АК ФФУ від 24.02.2015 року. «Металург» Д позбавлений 6-и турнірних очок за невиконання рішення ДК ФІФА від 09.09.2014 року. «Карпати» позбавлені 3-х турнірних очок згідно з рішенням КДК ФФУ від 10.09.2014 року та 6-и турнірних очок згідно з рішенням КДК ФФУ від 17.10.2014 року. |                            |                  |                  |    |    |    |    |       |    |

### Статистика гравців
У чемпіонаті за клуб виступали 27 гравців:
| №            | Футболіст                       | Дата народження | Країна   | Ігри     | Голи     |
| Воротарі     | Воротарі                        | Воротарі        | Воротарі | Воротарі | Воротарі |
| ------------ | ------------------------------- | --------------- | -------- | -------- | -------- |
| 29           | Ільющенков Олександр Андрійович | 23 березня 1990 | Україна  | 6        | 11п      |
| 23           | Мисак Роман Михайлович          | 9 вересня 1991  | Україна  | 20       | 20п      |
| Захисники    |                                 |                 |          |          |          |
| 4            | Балажіц Грегор                  | 12 лютого 1988  | Словенія | 13       | 4        |
| 5            | Гітченко Андрій Ігорович        | 2 жовтня 1984   | Україна  | 21       | 1        |
| 8            | Костевич Володимир Євгенович    | 23 жовтня 1992  | Україна  | 23       | 2        |
| 86           | Кравець Василь Русланович       | 20 серпня 1997  | Україна  | 2        | 0        |
| 70           | Лобай Іван Володимирович        | 21 травня 1996  | Україна  | 2        | 0        |
| 94           | Мірошніченко Денис Андрійович   | 11 жовтня 1994  | Україна  | 26       | 0        |
| 26           | Новотрясов Артур Миколайович    | 19 липня 1992   | Україна  | 6        | 0        |
| 32           | Пластун Ігор Володимирович      | 20 серпня 1990  | Україна  | 21       | 2        |
| 22           | Пучковський Тарас Миколайович   | 23 серпня 1994  | Україна  | 8        | 1        |
| 27           | Страшкевич Вадим Вячеславович   | 21 квітня 1994  | Україна  | 13       | 2        |
| 92           | Чачуа Амбросій Анзорович        | 2 квітня 1994   | Україна  | 20       | 0        |
| Півзахисники |                                 |                 |          |          |          |
| 17           | Голодюк Олег Юрійович           | 2 січня 1988    | Україна  | 25       | 1        |
| 20           | Даушвілі Муртаз                 | 1 травня 1989   | Грузія   | 17       | 0        |
| 10           | Карноза Артур Олександрович     | 2 серпня 1990   | Україна  | 14       | 1        |
| 48           | Кльоц Дмитро Віталійович        | 15 квітня 1996  | Україна  | 10       | 0        |
| 9            | Кожанов Денис Станіславович     | 13 червня 1987  | Україна  | 24       | 2        |
| 7            | Ксьонз Павло Сергійович         | 2 січня 1987    | Україна  | 14       | 0        |
| 19           | Мартинюк Ярослав Петрович       | 20 лютого 1989  | Україна  | 7        | 0        |
| 41           | Марусич Максим Вячеславович     | 17 липня 1993   | Україна  | 2        | 0        |
| 16           | Худоб'як Ігор Ярославович       | 20 лютого 1985  | Україна  | 23       | 3        |
| Нападники    |                                 |                 |          |          |          |
| 76           | Гуцуляк Олексій Олександрович   | 25 грудня 1997  | Україна  | 7        | 0        |
| 45           | Захарків Юрій Романович         | 21 березня 1996 | Україна  | 1        | 0        |
| 18           | Кополовець Михайло Михайлович   | 29 січня 1984   | Україна  | 7        | 0        |
| 14           | Сергійчук Михайло Миколайович   | 29 липня 1991   | Україна  | 21       | 1        |
| 35           | Швед Мар'ян Васильович          | 16 липня 1997   | Україна  | 10       | 2        |

## Кубок України
| Етап | Дата            | Господар                             | Рахунок | Гість             |
| ---- | --------------- | ------------------------------------ | ------- | ----------------- |
| 1/16 | 22 серпня 2014  | «Чайка» (Петропавлівська Борщагівка) | 0:4     | «Карпати» (Львів) |
| 1/8  | 27 вересня 2014 | «Карпати» (Львів)                    | 0:1     | «Динамо» (Київ)   |
| 1/8  | 28 жовтня 2014  | «Динамо» (Київ)                      | 1:0     | «Карпати» (Львів) |